# Premis La Liga

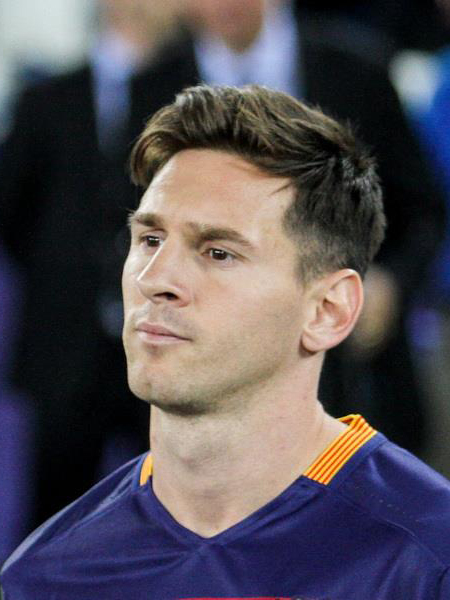
El davanter del FC Barcelona Lionel Messi ha dominat els premis de millor davanter i millor jugador de La Liga, amb 6 i 7 victòries respectivament.

Els Premis La Liga, anteriorment coneguts com a Premis LFP, són organitzats anualment per la Liga de Fútbol Profesional (LFP) per triar els millors jugadors de La Liga, la primera divisió del futbol a Espanya. Establerts la temporada 2008–09, són els primers premis oficials de la història de la competició. El millor entrenador i el millor jugador en cada posició - porter, defensa, migcampista, i davanter - són elegits d'acord amb una votació del capità i els segons capitans de cada club, mentre que el millor jugador es determina segons anàlisi estadística.
Des de la creació dels premis, els jugadors del FC Barcelona han obtingut 32 guardons en les sis categories principals, pràcticament el triple que els de qualsevol altre club. El davanter Lionel Messi ha estat nomenat millor jugador de la lliga sis cops sobre vuit possibles, i set sobre vuit cops millor davanter. En les diferents posicions, els altres jugadors individualment destacats són el migcampista del Barça Andrés Iniesta amb quatre guardons, l'entrenador del Barça Pep Guardiola amb quatre guardons, el defensa del Reial Madrid CF Sergio Ramos amb quatre guardons, i els porters Iker Casillas del Reial Madrid i Víctor Valdés del Barça amb dues victòries cadascun.

## Categories principals

### Guanyadors
| Temporada | Categoria                             | Categoria                            | Categoria                       | Categoria                                                         | Categoria                           | Categoria                         |
| Temporada | Millor jugador                        | Millor porter                        | Millor defensa                  | Millor migcampista                                                | Millor davanter                     | Millor entrenador                 |
| --------- | ------------------------------------- | ------------------------------------ | ------------------------------- | ----------------------------------------------------------------- | ----------------------------------- | --------------------------------- |
| 2008–09   | Lionel Messi (FC Barcelona)           | Iker Casillas (Reial Madrid CF)      | Dani Alves (FC Barcelona)       | Xavi (FC Barcelona) Andrés Iniesta (FC Barcelona)                 | Lionel Messi (FC Barcelona)         | Pep Guardiola (FC Barcelona)      |
| 2009–10   | Lionel Messi (FC Barcelona)           | Víctor Valdés (FC Barcelona)         | Gerard Piqué (FC Barcelona)     | Xavi (FC Barcelona) Jesús Navas (Sevilla FC)                      | Lionel Messi (FC Barcelona)         | Pep Guardiola (FC Barcelona)      |
| 2010–11   | Lionel Messi (FC Barcelona)           | Víctor Valdés (FC Barcelona)         | Éric Abidal (FC Barcelona)      | Xavi (FC Barcelona) Andrés Iniesta (FC Barcelona)                 | Lionel Messi (FC Barcelona)         | Pep Guardiola (FC Barcelona)      |
| 2011–12   | Lionel Messi (FC Barcelona)           | Iker Casillas (Reial Madrid CF)      | Sergio Ramos (Reial Madrid CF)  | Xabi Alonso (Reial Madrid CF) Andrés Iniesta (FC Barcelona)       | Lionel Messi (FC Barcelona)         | Pep Guardiola (FC Barcelona)      |
| 2012–13   | Lionel Messi (FC Barcelona)           | Thibaut Courtois (Atlètic de Madrid) | Sergio Ramos (Reial Madrid CF)  | Asier Illarramendi (Reial Societat) Andrés Iniesta (FC Barcelona) | Lionel Messi (FC Barcelona)         | Diego Simeone (Atlètic de Madrid) |
| 2013–14   | Cristiano Ronaldo (Reial Madrid CF)   | Keylor Navas (Llevant UE)            | Sergio Ramos (Reial Madrid CF)  | Luka Modrić (Reial Madrid CF) Andrés Iniesta (FC Barcelona)       | Cristiano Ronaldo (Reial Madrid CF) | Diego Simeone (Atlètic de Madrid) |
| 2014–15   | Lionel Messi (FC Barcelona)           | Claudio Bravo (FC Barcelona)         | Sergio Ramos (Reial Madrid CF)  | James Rodríguez (Reial Madrid CF)                                 | Lionel Messi (FC Barcelona)         | Luis Enrique (FC Barcelona)       |
| 2015–16   | Antoine Griezmann (Atlètic de Madrid) | Jan Oblak (Atlètic de Madrid)        | Diego Godín (Atlètic de Madrid) | Luka Modrić (Reial Madrid CF)                                     | Lionel Messi (FC Barcelona)         | Diego Simeone (Atlètic de Madrid) |

| Millor jugador    | Millor jugador |
| ----------------- | -------------- |
| Lionel Messi      | 6              |
| Cristiano Ronaldo | 1              |
| Antoine Griezmann | 1              |

| Millor jugador    | Millor jugador |
| ----------------- | -------------- |
| FC Barcelona      | 6              |
| Reial Madrid CF   | 1              |
| Atlètic de Madrid | 1              |

| Millor porter    | Millor porter |
| ---------------- | ------------- |
| Iker Casillas    | 2             |
| Víctor Valdés    | 2             |
| Thibaut Courtois | 1             |
| Keylor Navas     | 1             |
| Claudio Bravo    | 1             |
| Jan Oblak        | 1             |

| Millor porter     | Millor porter |
| ----------------- | ------------- |
| FC Barcelona      | 3             |
| Reial Madrid CF   | 2             |
| Atlètic de Madrid | 2             |
| Llevant UE        | 1             |

| Millor defensa | Millor defensa |
| -------------- | -------------- |
| Sergio Ramos   | 4              |
| Dani Alves     | 1              |
| Gerard Piqué   | 1              |
| Éric Abidal    | 1              |
| Diego Godín    | 1              |

| Millor defensa    | Millor defensa |
| ----------------- | -------------- |
| Reial Madrid CF   | 4              |
| FC Barcelona      | 3              |
| Atlètic de Madrid | 1              |

| Millor migcampista | Millor migcampista |
| ------------------ | ------------------ |
| Andrés Iniesta     | 5                  |
| Xavi               | 3                  |
| Luka Modrić        | 2                  |
| Xabi Alonso        | 1                  |
| Asier Illarramendi | 1                  |
| James Rodríguez    | 1                  |

| Millor migcampista | Millor migcampista |
| ------------------ | ------------------ |
| FC Barcelona       | 8                  |
| Reial Madrid CF    | 4                  |
| Reial Societat     | 1                  |

| Millor davanter   | Millor davanter |
| ----------------- | --------------- |
| Lionel Messi      | 7               |
| Cristiano Ronaldo | 1               |

| Millor davanter | Millor davanter |
| --------------- | --------------- |
| FC Barcelona    | 7               |
| Reial Madrid CF | 1               |

| Millor entrenador | Millor entrenador |
| ----------------- | ----------------- |
| Pep Guardiola     | 4                 |
| Diego Simeone     | 3                 |
| Luis Enrique      | 1                 |

| Millor davanter   | Millor davanter |
| ----------------- | --------------- |
| FC Barcelona      | 5               |
| Atlètic de Madrid | 3               |

## Categories addicionals
| Temporada | Categoria                          | Categoria                           | Categoria                                             | Categoria                             |
| Temporada | Fair Play                          | Jugador emergent                    | Jugador Mundial                                       | Jugador cinc estrelles de l'afició    |
| --------- | ---------------------------------- | ----------------------------------- | ----------------------------------------------------- | ------------------------------------- |
| 2008–09   | Juan Carlos Valerón (Deportivo)    | Sergio Busquets (FC Barcelona)      | No premiat                                            | No premiat                            |
| 2009–10   | Marcos Senna (Vila-real CF)        | Pedro (FC Barcelona)                | No premiat                                            | No premiat                            |
| 2010–11   | Alberto Rivera (Sporting de Gijón) | Iker Muniain (Athletic Club)        | No premiat                                            | No premiat                            |
| 2011–12   | Carles Puyol (FC Barcelona)        | Isco (Màlaga CF)                    | No premiat                                            | No premiat                            |
| 2012–13   | Iker Casillas (Reial Madrid CF)    | Asier Illarramendi (Reial Societat) | No premiat                                            | No premiat                            |
| 2013–14   | Ivan Rakitić (Sevilla FC)          | Rafinha (Celta de Vigo)             | Carlos Bacca (Sevilla FC) Yacine Brahimi (Granada CF) | No premiat                            |
| 2014–15   | No premiat                         | No premiat                          | Neymar (FC Barcelona) Sofiane Feghouli (València CF)  | Cristiano Ronaldo (Reial Madrid CF)   |
| 2015–16   | No premiat                         | Marco Asensio (RCD Espanyol)        | Luis Suárez (FC Barcelona)                            | Antoine Griezmann (Atlètic de Madrid) |

Els següents premis es van donar un cop:
| Temporada | Categoria          | Recipient                           |
| --------- | ------------------ | ----------------------------------- |
| 2012–13   | Jugador Més Valuós | Cristiano Ronaldo (Reial Madrid CF) |
| 2013–14   | Millor Gol         | Cristiano Ronaldo (Reial Madrid CF) |

## Altres guardons

### Equip de la temporada
| Temporada | Categoria                            | Categoria | Categoria                                                                                                   | Categoria                                                                                             |
| Temporada | Porter                               | Defenses | Migcampistes                                                                                                | Davanters                                                                                             |
| --------- | ------------------------------------ | --- | --- | --- |
| 2013–14   | Thibaut Courtois (Atlètic de Madrid) | Juanfran (Atlètic de Madrid) Aymeric Laporte (Athletic Club) Diego Godín (Atlètic de Madrid) Filipe Luís (Atlètic de Madrid) | Ander Iturraspe (Athletic Club) Gabi (Atlètic de Madrid) Koke (Atlètic de Madrid) Ivan Rakitić (Sevilla FC) | Diego Costa (Atlètic de Madrid) Cristiano Ronaldo (Reial Madrid CF)                                   |
| 2014–15   | Claudio Bravo (FC Barcelona)         | Dani Alves (FC Barcelona) Nicolás Otamendi (València CF) Gerard Piqué (FC Barcelona) Jordi Alba (FC Barcelona)               | Grzegorz Krychowiak (Sevilla FC) Ivan Rakitić (FC Barcelona) James Rodríguez (Reial Madrid CF)              | Cristiano Ronaldo (Reial Madrid CF) Lionel Messi (FC Barcelona) Antoine Griezmann (Atlètic de Madrid) |
| 2015–16   | Jan Oblak (Atlètic de Madrid)        | Sergio Ramos (Reial Madrid CF) Diego Godín (Atlètic de Madrid) Gerard Piqué (FC Barcelona) Marcelo (Reial Madrid CF)         | Andrés Iniesta (FC Barcelona) Sergio Busquets (FC Barcelona) Luka Modrić (Reial Madrid CF)                  | Cristiano Ronaldo (Reial Madrid CF) Lionel Messi (FC Barcelona) Luis Suárez (FC Barcelona)            |